# Nectandra ambigens
Nectandra ambigens är en lagerväxtart som först beskrevs av Joseph Blake, och fick sitt nu gällande namn av C. K. Allen. Nectandra ambigens ingår i släktet Nectandra och familjen lagerväxter. Inga underarter finns listade i Catalogue of Life.